# Héctor Ruiz
Héctor M. Ruiz (1921) è stato un cestista uruguaiano.

## Carriera
Con l'Uruguay ha disputato i Giochi olimpici di Londra 1948, mettendo a referto 52 punti in 8 incontri.